# Heracleum sphondylium
Espèce
Classification phylogénétique
Statut de conservation UICN

 LC  : Préoccupation mineure
France 
Heracleum sphondylium, la Berce sphondyle, Berce spondyle, Berce commune ou grande Berce, est une espèce de plante à fleurs la famille des apiacées. C'est une plante herbacée vivace, voire bisannuelle, dont l'aire de répartition correspond aux prairies d'Eurasie.
Généralement haute de 50  et   150 cm, elle atteint exceptionnellement 2 m.
Affectionnant les sols riches et humides, elle est commune dans les lisières, les fossés, les lieux embroussaillés, certains prés et aux abords des haies, notamment en moyenne montagne humide.
Entièrement comestible, elle est aussi photosensibilisante et peut causer des brûlures de la peau, après contact avec la sève suivi d'une exposition à la lumière du soleil, chez les personnes qui y sont sensibles.
Il ne faut pas la confondre avec la Berce du Caucase (Heracleum mantegazzianum), une espèce exotique envahissante nettement plus grande, également connue pour causer de fortes brûlures par photosensibilisation et qui peut atteindre 4 m de hauteur.

## Phytonymie

### Étymologie
Le nom botanique du genre, Heracleum, est dédié au héros Hercule, par allusion au port robuste de la berce. L'épithète sphondylium dérive peut-être du grec sphondylos qui servait à nommer à la fois une tête d'artichaut et une vertèbre, allusion possible à la solidité de la tige, véritable colonne vertébrale de la plante bercée par le vent.

### Dénominations
La plante a reçu une multitude de noms vernaculaires : patte d'ours (ou branc-ursine) voire patte de loup en raison de la forme de ses feuilles qui évoquent la patte de ces mammifères, frênelle dans l'Ouest de la France, ; herbe du Diable, fausse Acanthe, cocouar en Savoie, Cuques, Corne de chèvre.

## Description

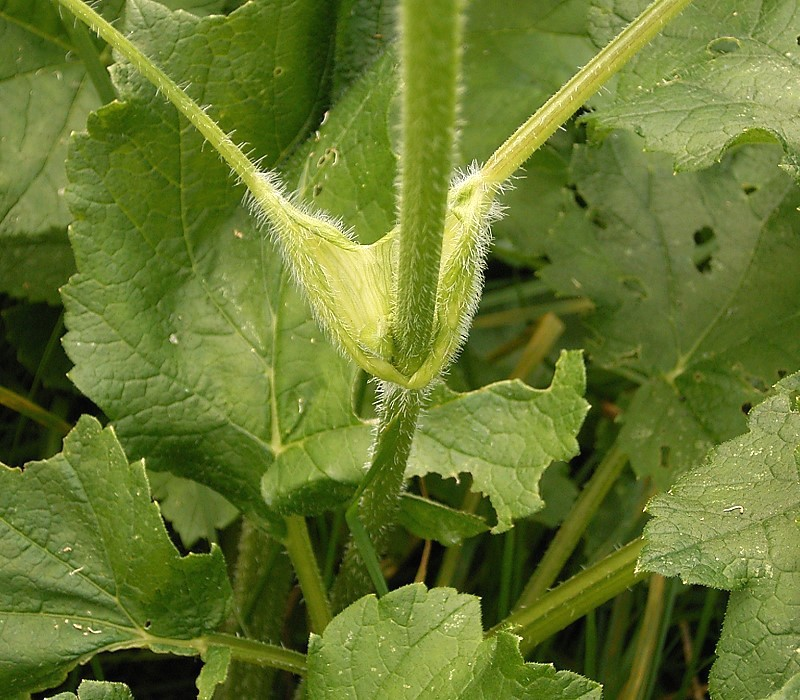
Ochréa et feuilles de berce attaquées par des larves de mineuse.

Les principales caractéristiques sont :

### Appareil végétatif
Plante vivace voire bisannuelle haute de 50 à 150 cm le plus souvent, dépassant exceptionnellement 2 mètres.
Le rhizome principal s'écourte et dégénère rapidement, laissant la place à une masse tubéreuse d'où émerge une haute tige creuse, cannelée, très ramifiée, couverte de poils hérissés, mais sans taches pourpres, ce qui la distingue de la Berce du Caucase.
La tige est garnie de canaux sécréteurs d'essences et de résines végétales,.
Les feuilles, toujours pennées, divisées en 3-5 segments lobés, composées de cinq à neuf folioles, peuvent atteindre 50 cm de longueur. Pubescentes, elles sont blanchâtres en dessous, hérissées sous les nervures, avec 3 à 7 larges folioles de formes très variables, pétiolulées, les inférieures espacées, dentées, lobées ou pennatipartites. Les pétioles sont engainants à la hauteur des nœuds

### Appareil reproducteur
- Fleurs : blanches (à légèrement rosées parfois), à corolle irrégulière, à 5 pétales bifides ciliés (les extérieurs étant plus grands), 5 étamines, 2 styles ;
- Période de floraison : mai à septembre, variable selon la région et l'altitude
- Inflorescence : ombelle d'ombellules possédant 15 à 40 rayons (parfois moins de 15, mais rarement) ; les fleurs ont cinq pétales inégaux, blancs ou presque roses. Elles dégagent une odeur d'urine et attirent de nombreux insectes
- Sexualité : androdioïque
- Ordre de maturation : protandre
- Pollinisation : entomogame
- Fruit : diakène (c'est-à-dire un akène double, composés de deux “graines” collées ensemble), glabre, très légèrement déprimé au sommet, muni d'une aile. Apparaissant de juin à octobre-novembre.
- Dissémination : anémochore[7].

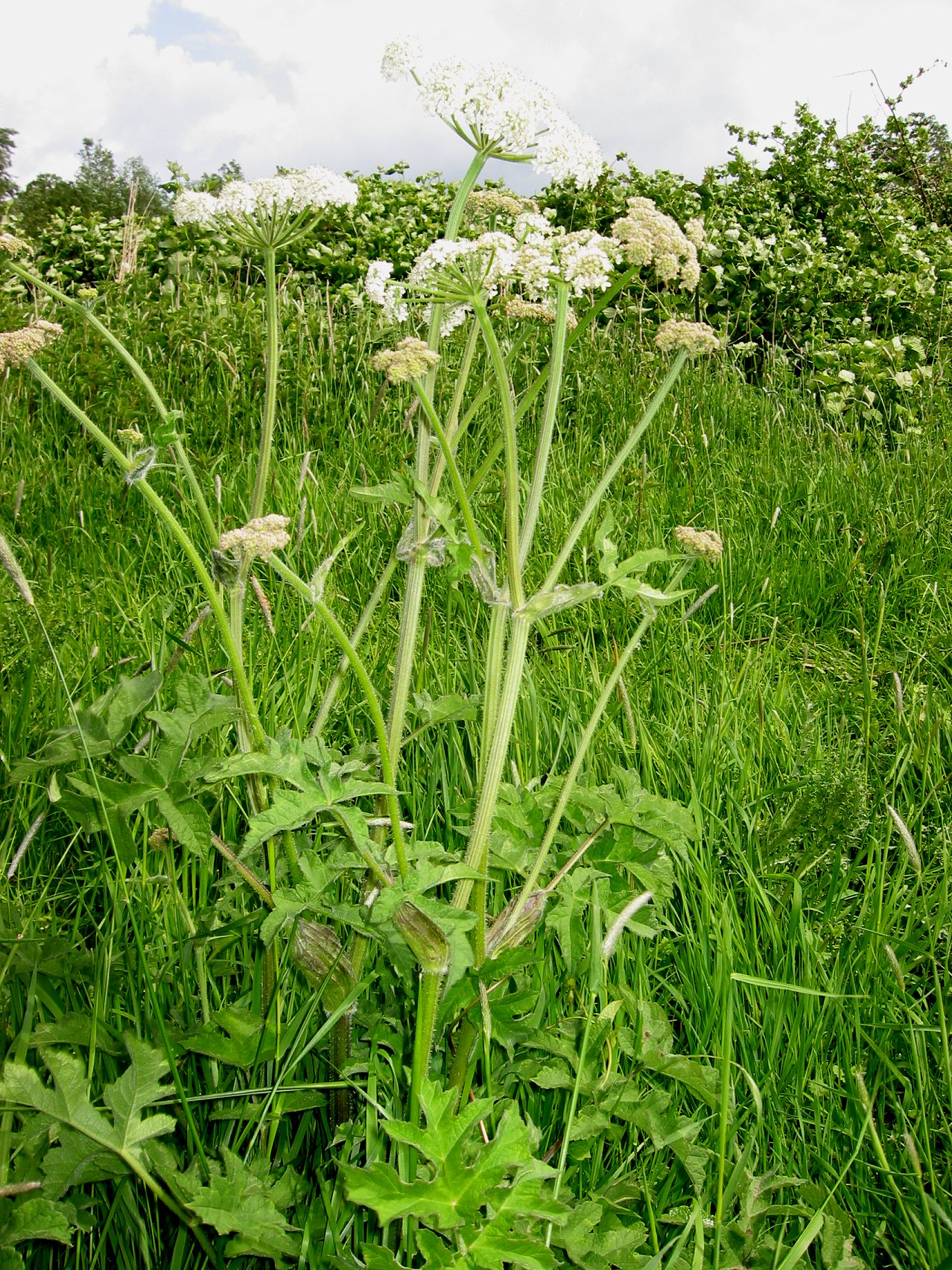
plante entière.
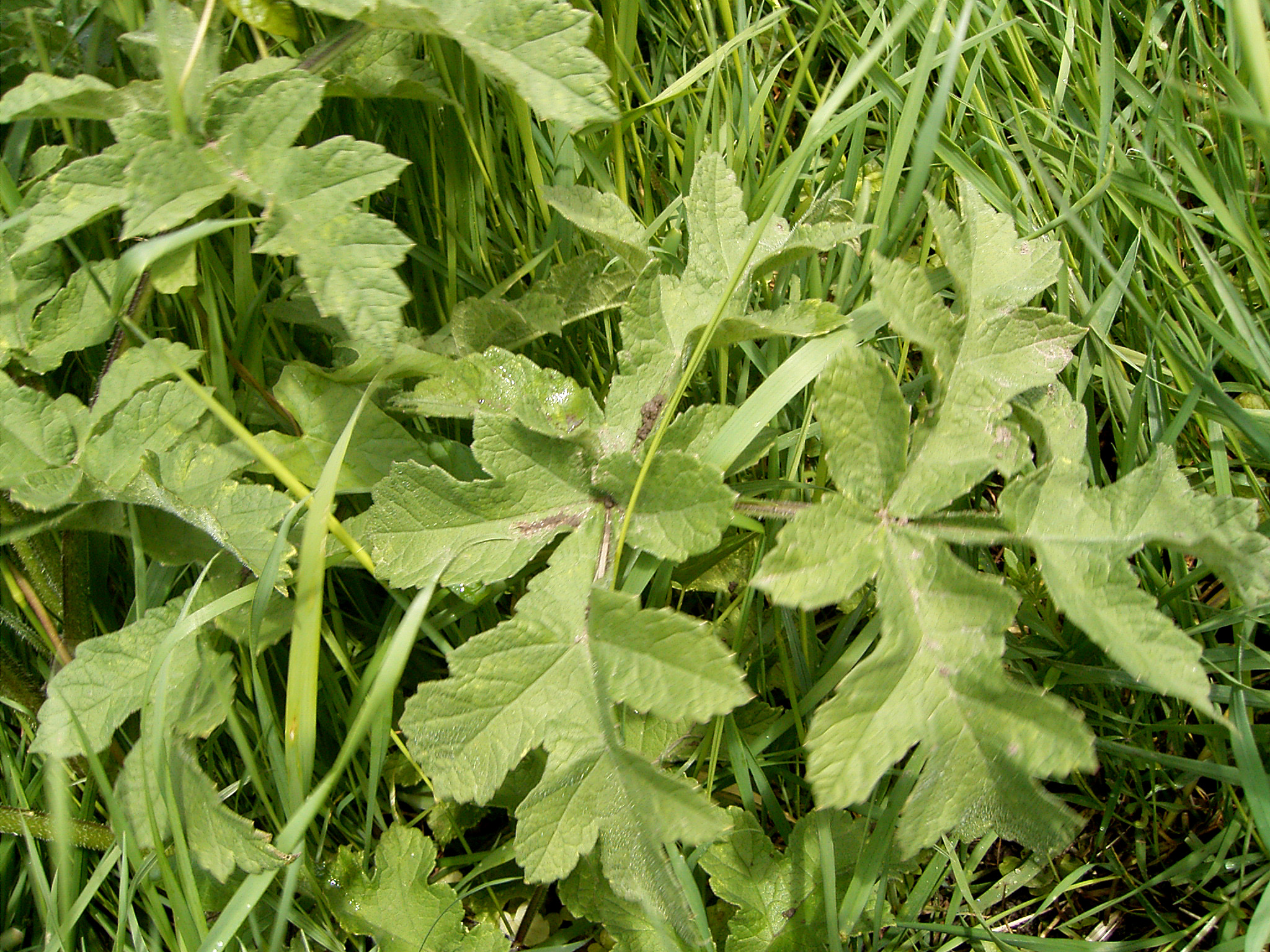
feuilles.
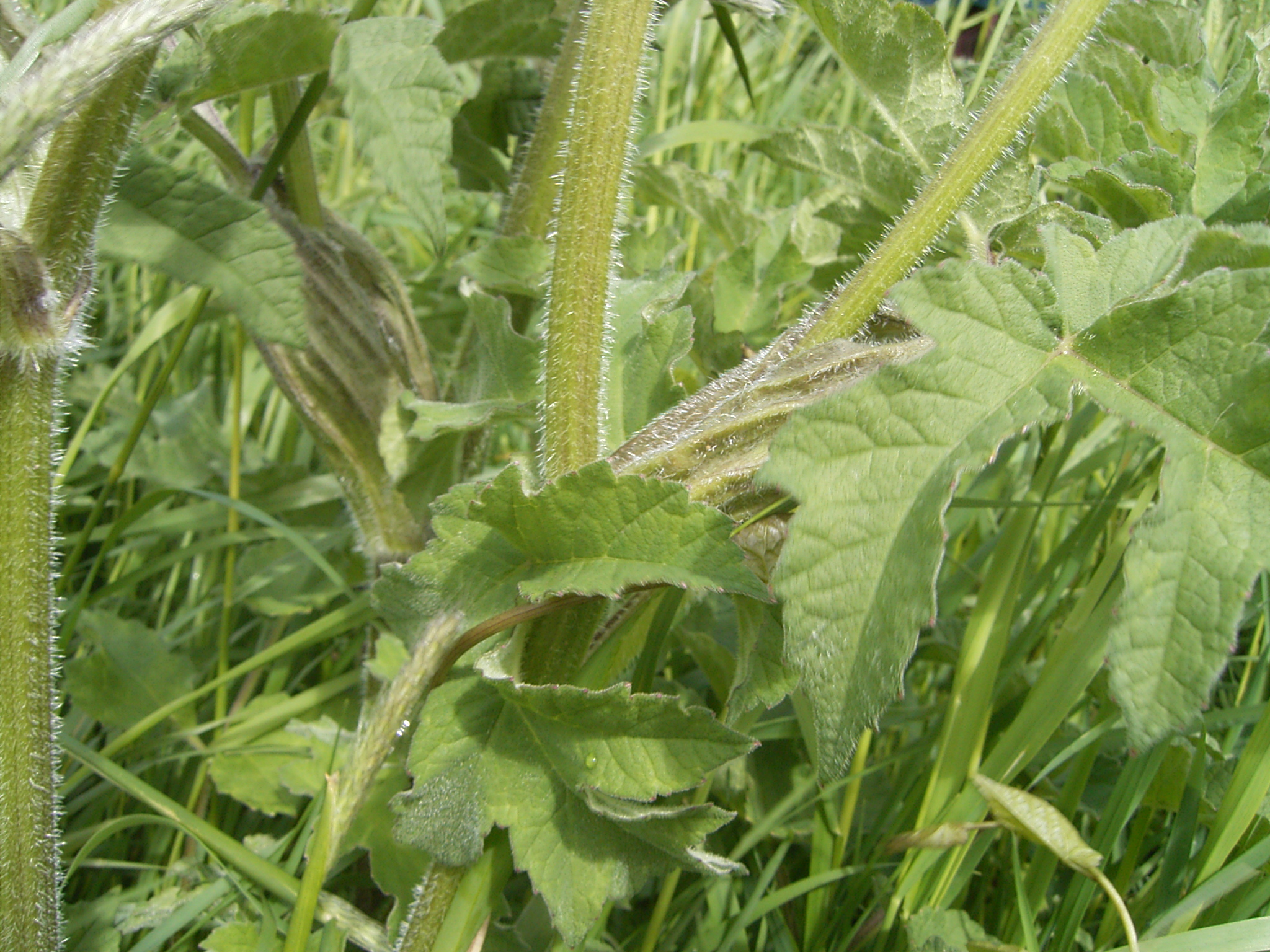
insertion des feuilles.
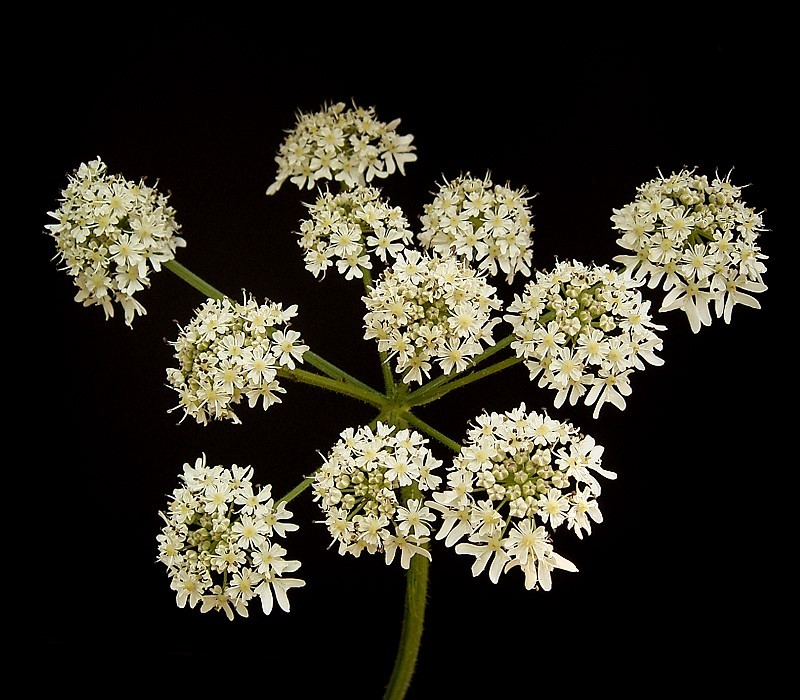
ombelle.

### Risques de confusion
Elle peut être confondue avec d'autres Ombellifères, pour certaines dangereuses (qui toutefois n'ont, elles, pas de poils) :
- grande ciguë (très toxique) ;
- œnanthe safranée (très toxique) ;
- ciguë vireuse (très toxique) ;
- Berce du Caucase (comestible et extrêmement photosensibilisante), mais adulte, cette espèce atteint 3 ou 4 mètres et son inflorescence 40 cm de diamètre. En outre des taches rougeâtres marquent toujours sa tige et ses pétioles.
- Panais (comestible et photosensibilisant), dont les feuilles ont des pétioles très courts voire inexistants, des fleurs jaune verdâtre et un duvet plus court et moins rêche. Attention, les sous-espèces Pastinaca sativa sativa et Pastinaca sativa sylvestris sont comestibles, mais la sous-espèce Pastinaca sativa urens (dite Panais brûlant) est très photosensibilisante. On la reconnaît à sa tige non anguleuse et ses ombelles à 8 rayons maximum[10].
- les Angéliques (comestibles et photosensibilisantes), comme l'Angélique officinale (dont les fleurs forment une boule plutôt qu'un plateau), et surtout l'Angélique sauvage aux ombelles blanches assez semblables. Les feuilles des angéliques sont composées de nombreux folioles.

## Écologie

### Répartition
Cette eurasiatique à vaste aire de répartition est très commune dans une grande partie de l'Europe et dans toute la France hormis en région méditerranéenne. Elle est répandue de l'étage collinéen à l'étage subalpin et monte jusqu'à 2 200 m en montagne. Elle a été introduite en Amérique du Nord, au Québec.

### Habitat
Hémicryptophyte, c'est une espèce héliophile et de demi-ombre, qui préfère les sols riches en éléments nutritifs et en bases (humus : mull carbonaté à mull mésotrophe, avec optimum sur mull eutrophe), avec un pH basique, neutre, à légèrement acide (elle évite les sols pauvres à acidité marquée). Elle se développe surtout sur les sols frais à humide, profonds, mais aussi sur les sols mésophiles (ni secs ni humides), et évite les sols noyés d'eau et surtout les sols trop secs.
On la rencontre ainsi dans les prairies riches, les hautes herbes le long des cours d'eau et des zones humides (c'est notamment une plante caractéristique des mégaphorbiaies), sur les bordures des chemins, des champs et des haies, dans les fossés, les friches et les décombres. On la trouve dans les sous-bois clairs de certaines forêts humides (aulnaies-frênaies et peupleraies). Elle est aussi typique des lisières (ourlets forestiers) fraîches des forêts de type chênaies-charmaies, hêtraies-chênaies, hêtraies et hêtraies-sapinières.

### Plante hôte
La Berce commune est une plante hôte de nombreux insectes qui se nourrissent de son nectar et servent de pollinisateurs. On peut y observer :

#### Coléoptères
Le Lepture porte-cœur (Stictoleptura cordigera), le Chlorophore soufré (Chlorophorus varius), le Lepture tacheté (Rutpela maculata), la Trichie fasciée (Trichius fasciatus), le Clairon des abeilles (Trichodes apiarius), le Trichode des ruches ou Clairon des ruches (Trichodes alvearius), les Mordelles (Mordella), le Téléphore fauve (Rhagonycha fulva).

#### Hémiptères
La Punaise à damier (Spilostethus saxatilis), le Graphosome d'Italie, le Réduve irascible (Rhynocoris iracundus) et des insectes du genre Rhynocoris.

#### Hyménoptères
la Macrophie rustique (Macrophya montana), les Ichneumons (Ichneumon), le Gasteruption à javelot (Gasteruption jaculator), la Guèpe rouge (Vespula rufa), les espèces du genre Crabro, le Pompile des chemins (Anoplius viaticus) et les insectes du genre Anoplius.

#### Diptères
Les Sepsis de la famille des Sepsidae, le Syrphe manche à air (Meliscaeva cinctella), le Syrphe porte-plume (Sphaerophoria scripta), le Syrphe des Groseillers (Syrphus ribesii), le syrphe ceinturé (Episyrphus balteatus), le Syrphe pyrastre (Scaeva pyrastri), le Syrphe tête de mort (Myatropa florea), l’Hélophile suspendu (Helophilus pendulus), l’Éristale gluante (Eristalis tenax), l’Éristale opiniâtre (Eristalis pertinax), la Volucelle transparente (Volucella pellucens), la tachinaire–Hérisson sauvage (Tachina fera), la Tachinaire-Hérisson géante (Tachina grossa), les coccinelles du genre Gymnosoma.

## Biologie

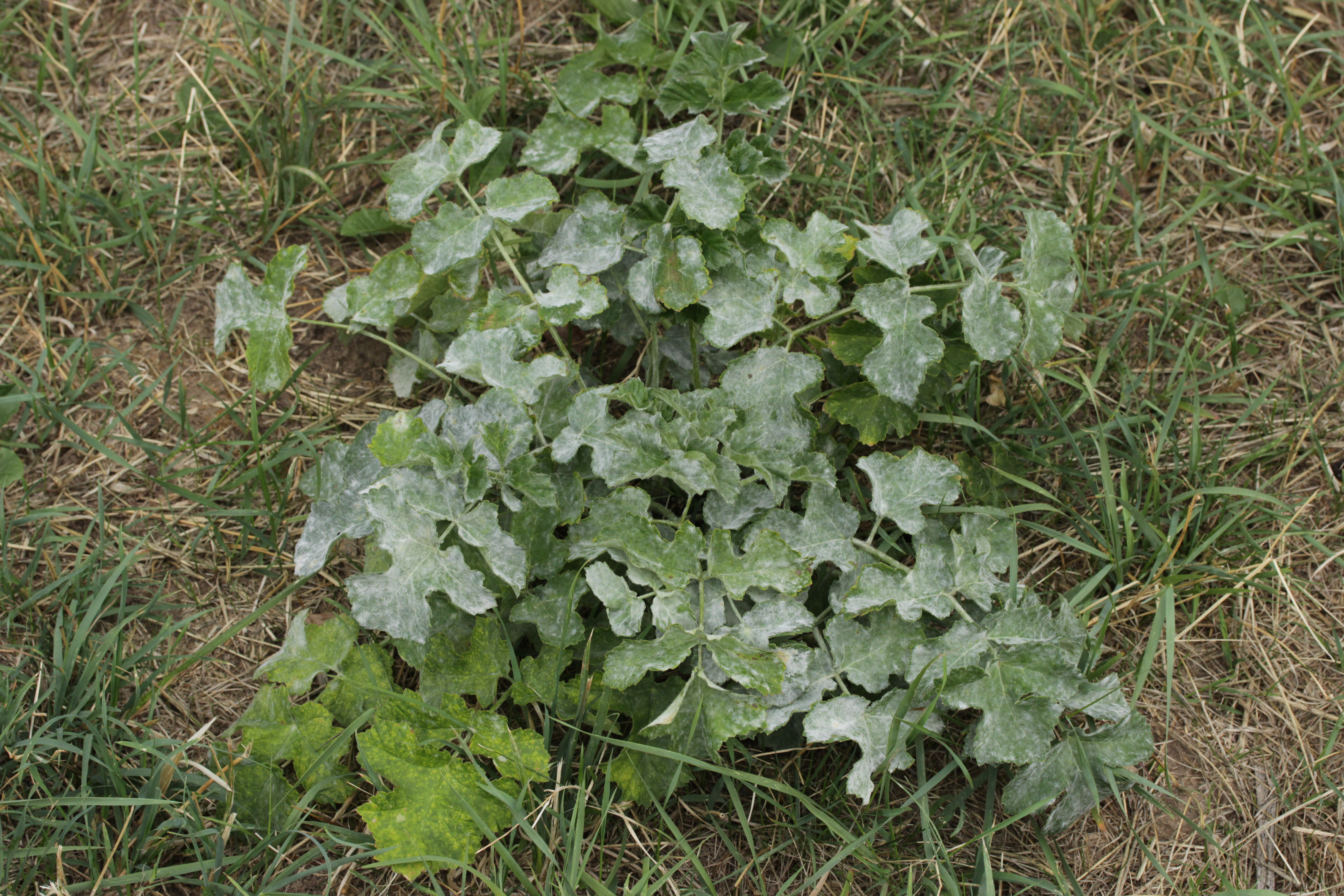
Erysiphe heraclei sur Heracleum sphondylium

Heracleum sphondylium est régulièrement parasité par un oïdium de l'ordre des Erysiphales nommé Erysiphe heraclei, l'Érysiphé de la Berce. Il s'agit d'un mycélium blanc, farineux et floconneux qui envahit les feuilles, la tige et l'inflorescence,.

## Liste des sous-espèces et variétés
Selon NCBI (27 févr. 2012) :
- Heracleum sphondylium subsp. montanum - la berce laineuse
- Heracleum sphondylium subsp. orsinii
- Heracleum sphondylium subsp. pyrenaicum
- Heracleum sphondylium subsp. sibiricum - la berce de Sibérie
- Heracleum sphondylium subsp. sphondylium
- Heracleum sphondylium subsp. ternatum
- Heracleum sphondylium subsp. transsilvanicum
- Heracleum sphondylium subsp. verticillatum
- Heracleum sphondylium var. angustifolium (CRANTZ) C.C. GMEL.
- Heracleum sphondylium var. stenophyllum (GAUDIN) MORITZI

## Précautions
La plante doit être coupée ou manipulée avec précaution, car comme de nombreuses apiacées, elle est photosensibilisante,.

## Espèce envahissante
Heracleum sphondylium a été introduit en Amérique du Nord. Cette espèce de berce est considérée comme une plante envahissante au Canada,.

## Utilisations
Selon la littérature, avec H. persicum et H. candicans, Heracleum sphondylium est la Berce qui a connu le plus grand nombre d'usages ethnobotaniques et phytopharmacologiques, augurant même d'éventuelles perspectives d'usage comme ingrédients industriels et fonctionnels dans les produits alimentaires.

### Usages alimentaires
Toutes les parties sont comestibles, récoltées du printemps à l’automne, mais c'est au printemps que la plante est particulièrement aromatique,,.
- Racine : récoltée en fin d'automne, et avant l'apparition des tiges, elle est piquante et très aromatique. On la consomme cuite, comme un condiment, dans des soupes par exemple[10] ;
- Jeunes pousses de printemps, feuilles et pétioles : ces parties de la plante se mangent crues ou cuites, pelées pour les tiges et le pétiole afin d'éliminer la gaine fibreuse. Crues, ces parties de la plante dégagent au froissement une odeur de noix de coco et/ou de mandarine (arôme délicat qui disparaît à la cuisson). Leur texture est croquante, semblable, en plus tendre, à celle du concombre. 
Au XIXe siècle on utilisait les jeunes pousses et les jeunes feuilles pour accompagner les viandes en mélange avec d'autres herbes. 
On peut aussi les utiliser en potage ou cuites comme des épinards ; feuilles et tiges étaient utilisées fermentées en Russie et dans certains pays de l'Est pour confectionner le bortsch ou barszcz, (potage traditionnel dont le nom provient du mot « Berce » respectivement en russe ou polonais)[10], mais cette plante est aujourd'hui remplacée dans la recette par le Céleri en branche[24],[25] ;
- Tiges et pétioles : en Russie, récoltés au printemps, on les fait sécher puis, coupés en rondelles ils sont utilisés comme friandise au goût de mandarine ; sinon, pelés, ils peuvent être croqués crus, ils ont alors souvent un goût sucré de mandarine, citron et/ou noix de coco. Ils peuvent aussi être cuits à la vapeur, confits, lactofermentés, congelés, etc.[10]. La tige âgée et fibreuse peut donner du goût aux soupes et bouillons.
- Inflorescences : non développées, elles se mangent crues ou cuites avec alors une saveur sucrée évoquant la noix de coco et/ou des agrumes, mais la fleur épanouie n'est généralement pas mangée, car elle a une odeur d'urine de chien[10] ;
- Fruits : leur goût de zeste d'orange amère ou de mandarine, un peu piquant, permet de les utiliser (frais, secs ou éventuellement torréfiés) comme condiment dans des assaisonnements de salade, soupes, vins chauds et autres boissons, friandises, desserts tels que gâteaux, pain d'épice, sorbets et glaces, etc. [26],[27],[10]

### Usages médicinaux
Les parties jeunes de la plante sont riches en vitamine C, en glucides, en protéines et minéraux. Ses feuilles et racines contiennent des furocoumarines (fongicides mais également photosensibilisantes) et de l'octanol. De nombreux usages pharmaceutiques ont été décrits pour cette plante,,,,.
La Grande berce est réputée stomachique et digestive, anti-dyspepsie et diurétique et tonifiante.
Elle a des propriétés sédatives ; ses parties aériennes sont hypotensives (antihypertenseur) et vasorelaxantes ; elle a été utilisée pour traiter les problèmes menstruels.
Elle a des propriétés antiseptiques ; antibactériennes et antifongiques, ce qui explique qu'elle peut aider les plaies à cicatriser.
Types d'usages :

Sa racine a été comparée pour ses vertus médicinales et aphrodisiaques à celles du Ginseng,. La Grande Berce a parfois été baptisée “Ginseng d'Europe” pour ses vertus supposées de tonifiant sexuel. L'impuissance masculine a ainsi été traitée par le docteur Leclerc au XXe siècle et ses patients auraient vu leur état s'améliorer.

Additionnée de feuilles fraîches, elle traitait autrefois aussi les rhumatismes, l'arthrite, les abcès, furoncles, piqûres d'insectes et engorgements lymphatiques. Séchée et réduite en poudre cette racine était prétendument anti-épileptique et vermifuge (combinée au fruit sec).
Additionnée de feuilles et utilisée en tisane, elle était réputée digestive et hypotensive. La racine serait aussi digestive et carminative (facilitant l'expulsion du méthane intestinal) et détersive (nettoierait et favoriserait la cicatrisation).
Le fruit sec aurait des propriétés antiseptiques, antibactériennes, antifongiques, diurétiques, hypotensives, vasodilatatrices et sédatives. Il serait efficace en cas de diarrhée infectieuse, comme d'autres parties de la plante utilisées contre la diarrhée et la dysenterie. On utilisait autrefois le fruit pour traiter la blennorragie (MST).

La graine macérée dans de l'alcool donne une liqueur digestive et calmante, au goût d'orange amère.

### Fourrage ou nourriturecunicole
Dans la montagne vosgienne, cette grande berce sauvage était dénommée par divers dérivés romans du terme latin « pastinaca », à l'origine du panais en français. Il s'agit d'une « herbe aux lapins », autrefois très recherchée par les éleveurs possédant des clapiers. La plupart des lexicologues ont traduit le terme dialectal par « panais », sans se rendre compte que cette "herbe aux lapins" n'en était pas.
On l'appelle aussi Panais sauvage, Panais bâtarde ou Panais de vache (les bovins en sont friands). En Angleterre, elle a aussi été récoltée pour nourrir des porcs.

### Futurs biopesticides? (huiles essentielles)
L'huile essentielle de cette espèce, extraite par hydrodistillation a fait partie des quelques huiles d'Apiacées testées comme source potentielle de bioinsecticides contre le moustique Culex quinquefasciatus, vecteur de la filariose ; de même pour ses principaux constituants (Sabinène, P-cymène, Terpinolène, Myristicine et Thymol). Les molécules extraites d'autres espèces  Trachyspemum ammi et des racines d'Echinophora spinosa se sont avérées plus efficaces. Les composés les plus larvicides étaient le monoterpène phénol thymol et la myristicine phénylpropanoïde (respectivement CL50 de 15,1 et 16,3 l/l).